# Herman Posthumus
Herman Posthumus (* um 1512/1514 in Ostfriesland; † vor 1588 in Amsterdam) war ein niederländischer Maler und Architekt der deutschen Renaissance.

## Leben
Herman Posthumus wurde in der Werkstatt von Jan van Scorel in Utrecht ausgebildet. Im Jahr 1535 begleitete er, zusammen mit Jan Cornelisz Vermeyen, den Tunisfeldzug Karls V. Für den feierlichen Einzug Karls V. in Rom am 5. April 1536 gestaltete Posthumus die Dekoration. In den Jahren 1540 bis 1542 arbeitete er an der Ausstattung der Landshuter Residenz des Herzogs von Bayern mit. Er war der zweithöchstbezahlte Maler bei diesem Projekt. Möglicherweise hat er vorher einige Zeit in Mantua gelebt und gearbeitet, da Wilhelm IV. mehrere Künstler vom Hof der Gonzaga in Mantua zu der Arbeit an der Landshuter Residenz einlud und Posthumus' Werke in Landshut auch Einflüsse von Giulio Romano aufweisen. Während er die Hofkapelle natürlich mit Bildern aus dem christlichen Themenkreis schmückte, entschied er sich bei der Ausmalung der Prunkräume zum Teil auch für mythologische Darstellungen.
In Landshut verlor Herman Posthumus seine niederländische Ehefrau Petronella und seinen kleinen Sohn Hercules. Der Grabstein ist erhalten geblieben und trägt in lateinischer Sprache folgende Inschrift: „Die Heimat zurücklassend, folgte sie mir, schwanger, und starb kurz nach der Niederkunft zusammen mit Hercules, einem sehr süßen und unschuldigen Kind. Sie ruhen hier in fremder Erde, zwischen unbekannten Leichnamen […] Sie lebte 30 Jahre, er zehn Tage und zehn Stunden […].“

## Werke

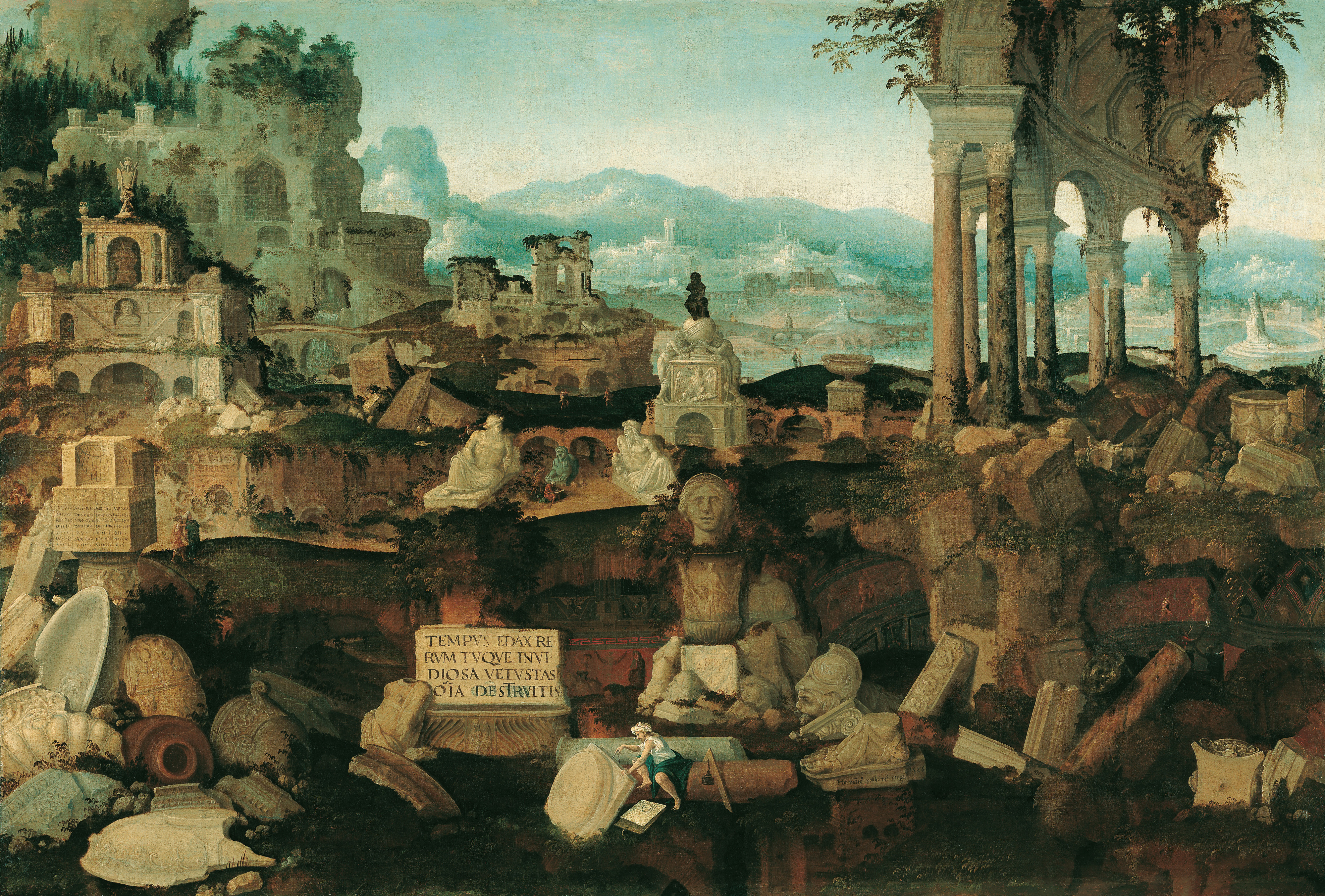
Tempus edax rerum

In den 1980er Jahren wurde eine römische Ruinenlandschaft mit dem Titel Tempus edax rerum aus dem Jahr 1536 wiederentdeckt, die Posthumus während seines Aufenthalts in Italien geschaffen hat. Das Gemälde befindet sich heute in der Sammlung Liechtenstein in Wien. 2005 äußerte sich Cees Nooteboom in einem Artikel in der kulturellen Beilage des NRC Handelsblad vom 9. September über dieses Gemälde, das er auf einer Ausstellung in Barcelona gesehen hatte. Er nannte das Gemälde „een krankzinnige verzameling monumentaal bric à brac“, zollte aber dem Maler, der offenbar ein abenteuerfreudiger Typ gewesen sei und dabei die Augen offen gehalten habe, seinen Respekt.
Die Hofkapelle der Landshuter Residenz des Herzogs Ludwig X. wurde von Herman Posthumus ausgestaltet. Eine Beschreibung aus dem Jahr 1761 belegt, dass die Kapelle einst komplett bunt ausgemalt war; Teile dieser Fresken sind aber verloren, da die Bilder der Kapelle gegen Ende des 18. Jahrhunderts großenteils von Augustin Demel übermalt wurden. Auch später fanden noch Veränderungen an der Raumgestaltung statt. Das Altarretabel von Herman Posthumus zeigt im Hauptbild eine Anbetung der Hirten vor antiker Ruinenkulisse. Vorbild waren die Grotten der Domus Aurea des Nero. Die Predella zeigt die Anbetung der Könige. Im Hintergrund sind Kamele zu sehen; möglicherweise verarbeitete Herman Posthumus hier seine Eindrücke vom Feldzug gegen das Osmanische Reich nach Tunis. Er stellte das Jesuskind auf einem antiken Altar liegend dar, den er gleichzeitig als Träger seiner Signatur verwendete. Der Altar der Landshuter Hofkapelle war etwa hundert Jahre lang auf die Burg Trausnitz ausgelagert und kehrte in den 1920er Jahren zurück. Anlässlich der Ausstellung „Ewig blühe Bayerns Land - Herzog Ludwig X. und die Renaissance“ im Jahr 2009 wurden die Altarbilder untersucht und restauriert.